# Яблочный сыр

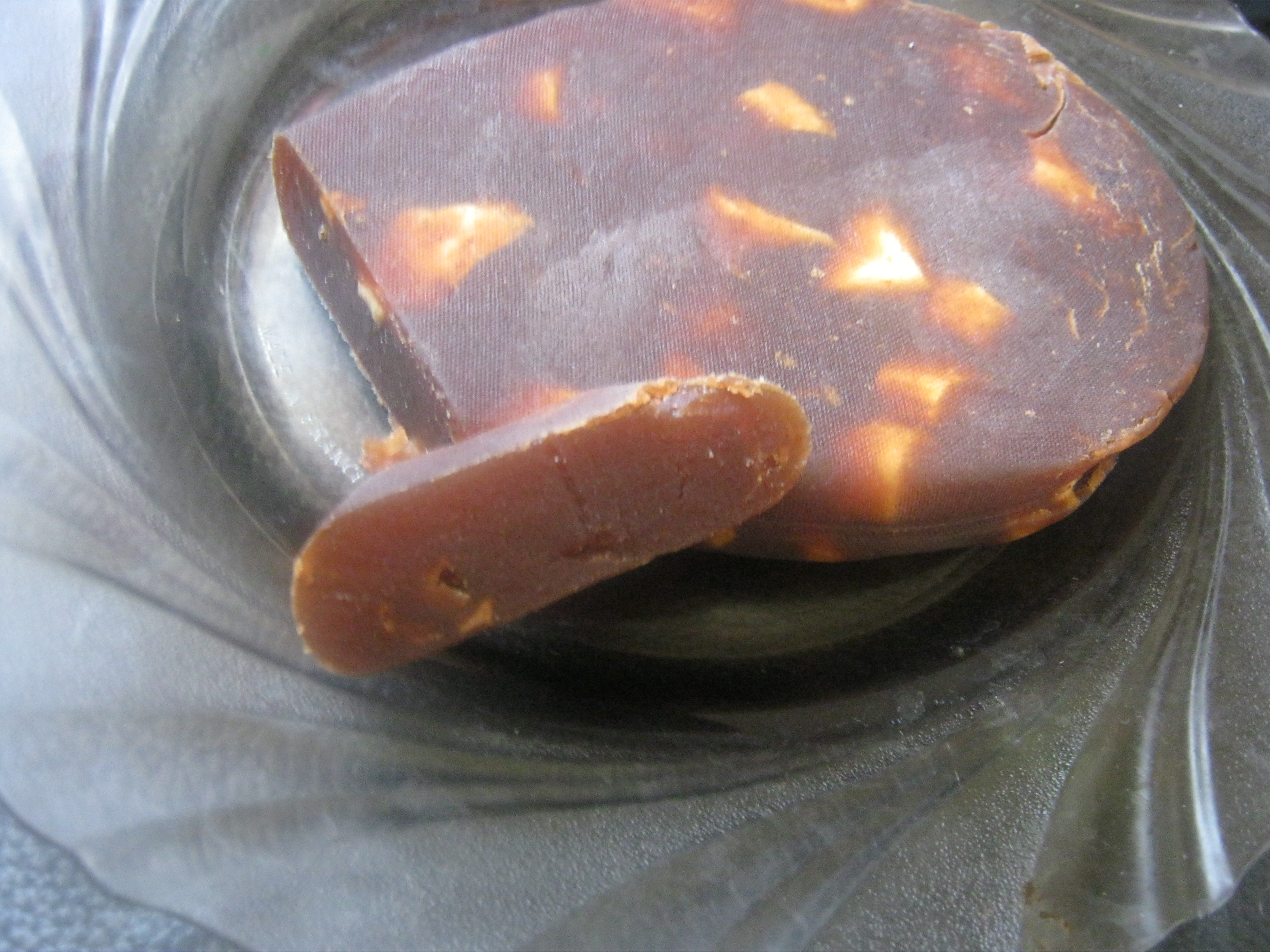
Литовский яблочный сыр

Яблочный сыр — пищевой продукт из печёных яблок в белорусской, литовской, польской и русской кухнях. В английской кухне также именуется яблочным маслом. Русские кулинары предлагали подавать яблочный сыр на закуску к водке.
На яблочный сыр идут кислые (винные) яблоки, которые после запекания перерабатывают в яблочное пюре. В полученную массу добавляют сахар и уваривают при помешивании до консистенции, пока оно не будет прилипать к ложке. Яблочный сыр приправляют имбирём и кайенским перцем, выкладывают в мокрую салфетку или полотняный мешочек и выдерживают под гнётом в течение нескольких дней. В рецепте Е. И. Молоховец сахар заменяется мёдом, а среди приправ помимо имбиря указаны измельчённые апельсиновые цукаты, тёртые корица и гвоздика, а также душистый перец. Яблочный сыр хранят в холодном месте и для предотвращения образования плесени периодически протирают сухим полотенцем.